# Aprostocetus homochromus
Aprostocetus homochromus is een vliesvleugelig insect uit de familie Eulophidae. De wetenschappelijke naam is voor het eerst geldig gepubliceerd in 1912 door Perkins.